# Frieder Gebhardt
Frieder Gebhardt (* 19. Oktober 1949 in Wiesbaden) ist ein deutscher Politiker (SPD). Er war vom 1. Juli 2008 bis zum 30. Juni 2020 Bürgermeister der Stadt Langen im Landkreis Offenbach, Hessen.

## Leben
Gebhardt absolvierte von 1966 bis 1969 eine Ausbildung beim Hessischen Landesvermessungsamt. Nachdem er diese beendet hatte, leistete er bis 1971 seinen Grundwehrdienst bei der Bundeswehr. Anschließend machte er ein Ingenieurstudium im Fach Kartographie an der Technischen Fachhochschule Berlin, welches er 1974 als Jahrgangsbester beendete. Danach arbeitete er bis 1976 als Angestellter für den Bereich Stadtplanung bei der Planungsgemeinschaft Berlin. Anschließend war er für ein Jahr Angestellter beim Siedlungsverband Ruhrkohlenbezirk, danach betrieb er bis 1982 ein eigenes Ingenieurbüro. Von 1982 bis 1992 war er Abteilungsleiter Kartographie bei der Geographischen Verlagsanstalt Justus Perthes in Darmstadt, dann bis 1995 bei der Justus Perthes Verlag Gotha GmbH in Gotha. Danach bildete er sich bei einem Senior-Trainee-Programm im Bereich „Führungstechniken für Manager“ am IDB Frankfurt weiter. Von 1996 bis 2008 war er Geschäftsführer der AWO in Langen.

## Politik
Ab 1989 war Gebhardt, der Mitglied der SPD ist, in der Stadtverordnetenversammlung der Stadt Langen vertreten. In den Jahren 1992 und 1993 war er Vorsitzender des Ausschusses für Umweltschutz. Von 1996 bis 2006 war er stellvertretender Fraktionsvorsitzender und für die SPD Mitglied verschiedener Ausschüsse. 2006 wurde Gebhardt ehrenamtlicher Stadtrat im Magistrat der Stadt Langen. Seit 2006 ist er stellvertretender Vorsitzender des SPD-Ortsverein Langen. Seit dem 1. Juli 2008 ist Frieder Gebhardt Bürgermeister der Stadt Langen im Landkreis Offenbach, Hessen. Er setzte sich im zweiten Wahlgang mit 64 % der gültigen Stimmen gegen den CDU-Kandidaten Berthold Matyschok durch.
Am 16. Februar 2014 wurde Gebhardt für weitere sechs Jahre im Amt bestätigt; die Amtszeit beginnt am 1. Juli 2014. In der Stichwahl setzte sich Gebhardt mit 49 Stimmen Vorsprung (50,2 Prozent) gegen Jan Werner (parteilos) durch, nachdem er im ersten Wahlgang noch deutlich zurückgelegen hatte. Nachdem er im April 2019 verkündete, dass er nicht mehr für eine weitere Amtszeit zur Verfügung steht, schied er mit Ablauf des 30. Juni 2020 aus dem Amt aus. Sein Nachfolger wurde der inzwischen der CDU angehörende Werner.